# Sancti-Spíritus (Badajoz)
Sancti-Spíritus és un municipi de la província de Badajoz, a la comunitat autònoma d'Extremadura.